# ديفيد سميث (لاعب كريكت بريطاني)
ديفيد سميث (9 يناير 1956 في المملكة المتحدة - ) (بالإنجليزية: David Smith)‏ هو لاعب كريكت بريطاني.

## وصلات خارجية
- دايفيد سميث على موقع إي آس بي آن كريك إنفو (الإنجليزية)